# QF 3 pounder gun
Ordnance QF 3 pounder gun byl britský 47milimetrový (tříliberní) tankový kanón upravený z námořního děla Ordnance QF 3 pounder Vickers, který se vyráběl ve 20. a 30. letech ve verzích s délkou hlavně 32 ráží a 40 ráží. 47milimetrový kanón brzy zastaral vlivem nízké úsťové energie a byl nahrazen kanónem Ordnance QF 2 pounder.

## Tanky vyzbrojené QF 3
- Vickers Medium Mark I
- Vickers Medium Mark II
- Medium Mark III
- Vickers A1E1 Independent
- Vickers Mark E